# قطعة 5 دينار جزائري
| 5 دينار ( الجزائر) | 5 دينار ( الجزائر)                                            |
| ------------------ | ------------------------------------------------------------- |
| قيمة:              | 5 دينار جزائري                                                |
| كتلة:              | 6,15 جم                                                       |
| قطر:               | 24,50 مم                                                      |
| سمك:               | 1,95 مم                                                       |
| حافة:              | ملساء                                                         |
| تركيب:             | AISI 430                                                      |
| تاريخ الصك:        | 1994                                                          |
| رقم الكتالوج:      |                                                               |
| وجه                |                                                               |
| وجه                |                                                               |
| تصميم:             | رقم 5 منمنم ومستوحى من عنصر مكون للمنقول الجنائزي لماسينيسا.  |
| مصمم:              | مجهول                                                         |
| تاريخ التصميم:     | مجهول                                                         |
| ظهر                |                                                               |
| ظهر                |                                                               |
| تصميم:             | الجهة الأمامية لفيل إفريقي من العهد النوميدي موجه نحو اليمين. |
| مصمم:              | مجهول                                                         |
| تاريخ التصميم:     | مجهول                                                         |

5 دينار جزائري هو إحدى الانقسامات النقدية المعدنية للدينار الجزائري المتداولة، من صنف أحادي المعدن باللون الأبيض. تم إصدارها من طرف البنك الجزائري وشرع في تداولها ابتداء من 21 أكتوبر 1994.

## وصف
قطعة 5 دينار متكونة من فولاذ مقاوم للصدأ (AISI 430)، وبلون أبيض. قطرها 24,50 مم وسماكة 1,95 مم ووزنها 6,15 جم.

## الوجه
الموضوع الرسمي لوجه القطعة هو الرقم 5 المنمنم والمستوحي من عنصر مكون للمنقول الجنائزي لماسينيسا وخيط دائري يحيط بالرقم. وعلامات مكتوبة بالأحرف الكاملة باللغة العربية. في الأعلى مكتوبة كلمة «بنك الجزائر» وفي الأسفل كلمة «دينار»، مفصولتان أفقيا بنجمتين.

## الظهر
الموضوع الرسمي لظهر القطعة هو الجهة الأمامية لفيل أفريقي من العهد النوميدي موجه نحو اليمين. وتضمن القطعة في الأعلى رسما منمنما من فسيفساء دائريه شبه كاملة من العهد النوميدي في الأسفل تاريخ السك نالهجري وبالملادي.

## أنظر أيضًا
- دينار جزائري
- قائمة العملات المعدنية للدينار الجزائري